# Стшельце-Великі (Малопольське воєводство)
Стшельце-Великі (пол. Strzelce Wielkie) — село в Польщі, у гміні Щурова Бжеського повіту Малопольського воєводства.
Населення — 823 особи (2011).
У 1975-1998 роках село належало до Тарновського воєводства.

## Демографія
Демографічна структура станом на 31 березня 2011 року:
|          | Загалом | Допрацездатний вік | Працездатний вік | Постпрацездатний вік |
| -------- | ------- | ------------------ | ---------------- | -------------------- |
| Чоловіки | 399     | 81                 | 270              | 48                   |
| Жінки    | 424     | 82                 | 244              | 98                   |
| Разом    | 823     | 163                | 514              | 146                  |